# N-isopropylaniline
N-isopropylaniline is een toxische en ontvlambare organische verbinding met als brutoformule C9H13N. De stof komt voor als een gele vloeistof, die onoplosbaar is in water.
N-isopropylaniline is irriterend voor de ogen, de huid en de luchtwegen. De stof kan effecten hebben op het bloed, met als gevolg de vorming van methemoglobine. De MAC-waarde bedraagt 2 ppm.